# Степанов, Валентин Павлович
Валенти́н Па́влович Степа́нов (1921—2001) — советский дипломат. Чрезвычайный и полномочный посол.

## Биография
Окончил Московский авиационный институт и Высшую дипломатическую школу. 
- В 1949—1950 годах — сотрудник центрального аппарата МИД СССР.
- В 1950—1955 годах — сотрудник посольства СССР в Индии.
- В 1955—1961 годах — сотрудник центрального аппарата МИД СССР.
- В 1961—1965 годах — советник посольства СССР на Цейлоне.
- В 1965—1968 годах — на ответственной работе в центральном аппарате МИД СССР.
- С 26 июля 1968 по 30 августа 1970 года — чрезвычайный и полномочный посол СССР на Цейлоне и по совместительству в Мальдивской Республике[1][2].
- В 1970—1976 годах — на ответственной работе в центральном аппарате МИД СССР.
- С 20 февраля 1976 по 30 октября 1984 года — чрезвычайный и полномочный посол СССР в Бангладеш[3].

С 1985 года — в отставке.
Похоронен в Москве, на Троекуровском кладбище, участок № 4.

## Семья
Был женат на однокласснице Тамаре Чипуштановой. У них родились двое детей — Светлана и Юрий.